# Saint-Christophe-sur-Roc
Saint-Christophe-sur-Roc é uma comuna francesa na região administrativa da Nova Aquitânia, no departamento de Deux-Sèvres. Estende-se por uma área de 10.60 km². Em 2010 a comuna tinha 576 habitantes (densidade: 54,3 hab./km²).